# طويلة (للر وكتك)
طويلة (بالفارسية: طویله) هي منطقة سكنية تقع في إيران في قسم للر وكتك الريفي. يقدر عدد سكانها بـ 151 نسمة .